# Evered Kreimer
Evered Kreimer (ur. 1921) – jeden z najbardziej znanych amerykańskich astrofotografów XX wieku.
Kreimer, wspólnie z Johnem Mallasem, jest autorem The Messier Album – jednego z pierwszych poważnych, profesjonalnych opracowań katalogu obiektów Messiera. Kreimer sam wykonał fotografie wszystkich tych obiektów (oprócz M102). Użył w tym celu czarno-białego filmu Kodaka Tri-X, schłodzonego do temperatury –78 °C oraz specjalnie skonstruowanej kamery.